# Du vår Fader och Gud
Du vår Fader och Gud är en psalm med text skriven 1984 av Lars Mörlid och musik skriven 1984 av Peter Sandwall.

## Publicerad i
- Segertoner 1988 som nr 389 under rubriken "Den kristna gemenskapen - Församlingen".[1]